# Nejdek
Nejdek (niem. Neudek) − miasto w Czechach, w kraju karlowarskim. Według danych z 31 grudnia 2007 powierzchnia miasta wynosiła 5 231 ha, a liczba jego mieszkańców 8 446 osób.

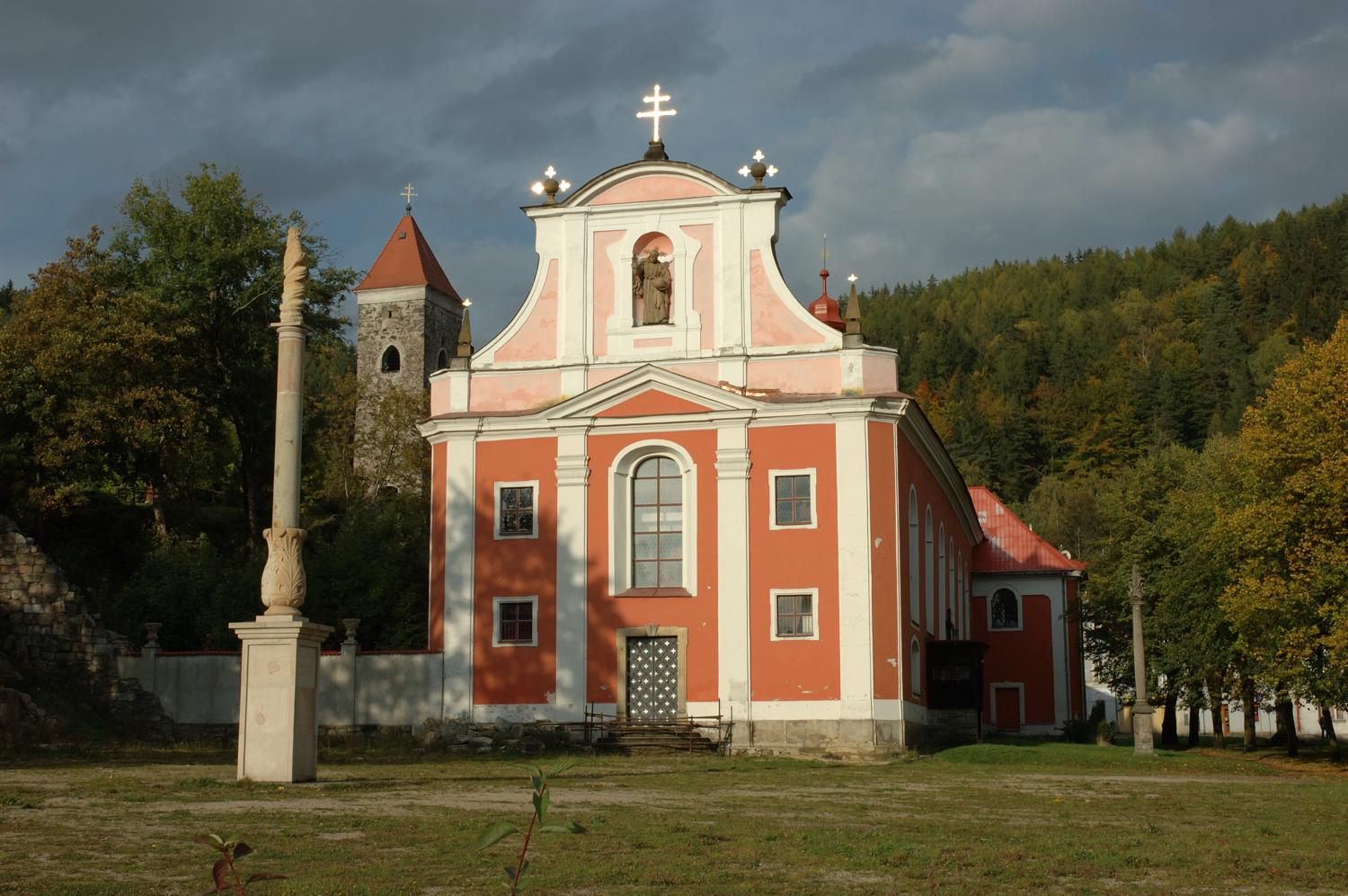
Kościół św. Marcina

W mieście jest stacja kolejowa Nejdek.

## Demografia
| Rok             | 1970  | 1980  | 1991  | 2001  | 2003  |
| --------------- | ----- | ----- | ----- | ----- | ----- |
| Liczba ludności | 8 787 | 8 893 | 8 180 | 8 600 | 8 565 |

Źródło: Czeski Urząd Statystyczny

## Miasta partnerskie
- Johanngeorgenstadt Niemcy